# Tranoses
Tranoses is een geslacht van vlinders van de familie uilen (Noctuidae), uit de onderfamilie Hadeninae.

## Soorten
- T. hirtipuncta Schaus, 1913
- T. perangulata Hampson, 1918
- T. punctilinea Hampson, 1918